# 村田浩 (総理府技官)
村田 浩（むらた ひろし、1915年3月10日 - 2000年4月28日）は、日本の総理府技官。科学技術庁原子力局長を最後に退官後、日本原子力研究所理事長、原子力安全研究協会理事長、原子力安全技術センター理事長、日本原子力文化振興財団理事長、日本原子力産業会議副会長、原子力デコミッショニング研究会理事長、原子力委員会委員等を歴任した。

## 人物・経歴
1931年旅順工科大学入学。1937年に旅順工科大学機械科卒業後、南満洲鉄道に入社。日本の降伏後、経済安定本部に入庁し、外務省在英国日本国大使館初代科学アタッシェ等を経て、1963年科学技術庁資源局長。1964年科学技術庁計画局長。同年科学技術庁原子力局長。退官後、動力炉・核燃料開発事業団理事を経て、1968年日本原子力研究所副理事長。1978年日本原子力研究所理事長。原子力安全研究協会理事長、原子力安全技術センター理事長、日本原子力文化振興財団理事長、日本原子力産業会議副会長、原子力デコミッショニング研究会理事長、原子力委員会委員なども歴任した。
2000年4月28日、胃癌のため死去。

## 著書
- 『原子力と産業社会』朝日新聞社　1969年
- 『若者に贈る原子力の話』日本電気協会新聞部 1997年

## 監修
- 『原子力多目的利用に関する研究調査資料集』フジ・インターナショナル 1973年

## 脚註
1. 1 2  『現代物故者事典2000～2002』（日外アソシエーツ、2003年）p.610
2. ↑  官報 1931年05月25日
3. 1 2  RANDECニュース No.45　公益財団法人 原子力バックエンド推進センター（RANDEC）
4. 1 2  原子力委員会委員に村田　浩氏就任原子力委員会　〒